# Словацькі Рудні гори

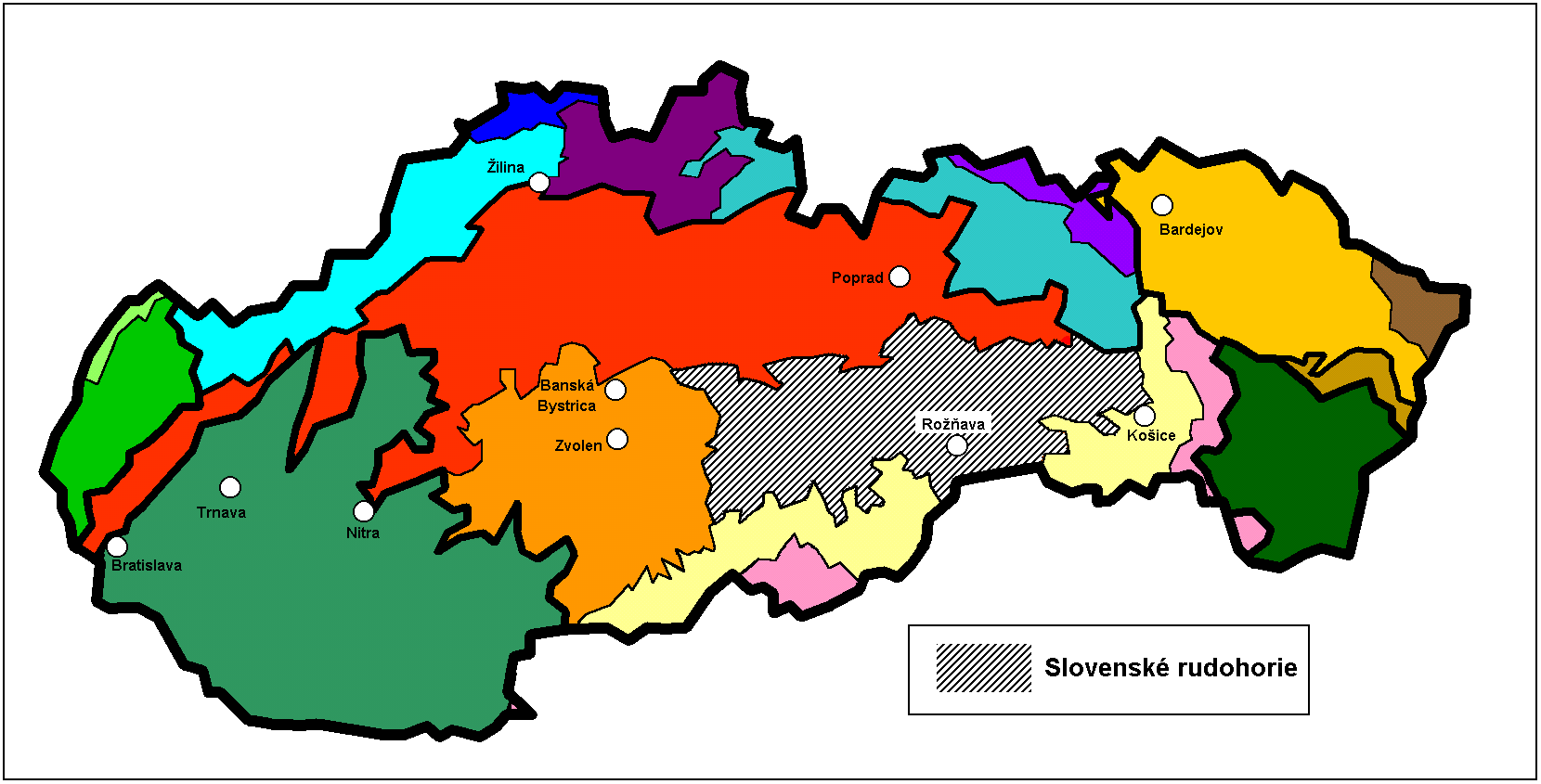
Словацькі Рудні гори позначені заштриховані сірим

Слова́цькі Ру́дні го́ри (Словацьке Рудогір'я, слов. Slovenské rudohorie) — гірський регіон у Словаччині та Угорщині, є частиною гірської системи Карпат.
Це — найбільший гірський масив в Словаччині (області Спиш та Гемера). Простягається із заходу на схід між Низькими Татрами на півночі та долинами річок Шайо та Бодва на півдні. Довжина становить 140 км, ширина — 40 км. Гірський масив займає площу в 4 тис. км². Найвища точка — гора Столиця (1476 м), знаходиться на заході.
Гори складені в основному гранітами і кристалічними сланцями, по периферії місцями закарстовані вапняками. На південних схилах переважно зростають дубові та букові ліси, на північних — хвойні. У горах знаходяться родовища залізних і мідних руд, сурми, золота та магнезиту.
У геоморфологічному відношенні гірський масив поділяється на:
- Вепорські гори
- Воловські гори
- Ревуцька верховина
- Словацький карст
- Списько-Гемерський карст
  - Муранська Полонина
  - Словацький Рай
- Столицькі гори
- Чорна гора
- Рожнявська котловина

## Терени під охороною
- Муранська Планина
- Словацький Карст[en]
- Словацький Рай